# Марсіанські шахи
«Марсіанські шахи» (Англійською дослівно: The Chessmen of Mars — «Шахові фігури Марса») — п'ятий роман барсумської серії Едгара Райса Барроуза. Рукопис розпочато у січні 1921 р., роман був вперше опублікований у 1922 р. у тижневику «Argosy All-Story Weekly» (випуски від 18 та 25 лютого; 4, 11, 18 та 15 березня). Книжкове видання відбулося у листопаді 1922 р.

## Сюжет
Роман побудований як розповідь Джона Картера своєму небожеві Едгару Райсу Барроузу. Джон Картер у перший раз свідомо відвідує Землю як марсіанський правитель.
Тара з Геліума — дочка Джона Картера та Деї Торіс, приймає при дворі свого батька потенційних женихів, у тому числі Джора Кантоса — сина Кантоса Кана. Особливо їй не сподобався правитель далекого Гатола — джед Гахан, у прикрашених діамантами обладунках. Капризом принцеси стала повітряна прогулянка, у якій вона потрапила в ураган. Ураган приніс Тару у країну Бантум, населену жахливими істотами, які називають себе калданами. Калдани — сухі інтелектуали, схожі на гігантську голову, оснащену павучими лапами. Оскільки калдани мають надто важкий мозок, щоб вільно пересуватися, вони вивели особливу породу людиноподібних марсіан: це колишні люди-раби, у яких видалена голова, вони називаються рікори. Калдан, після осідлання рікора, підключається до його нервової системи, після чого може робити усе, що йому заманеться, як повноцінна людина. Тара змогла підкорити своїм співом одного з калданів на ім'я Чек, і він допомагає їй втекти.
Тим часом Гахан, беззавітно закоханий у Тару, відправляється на пошуки. Гахан, знайшовши Тару, залишився невпізнаним, та назвався пантаном (воїном-найманцем) на ім'я Туран. Тара, Гахан і Чек добираються до ізольованої держави Манатор, де збереглися надзвичайно архаїчні звичаї. Наприклад, у місті проводяться гладіаторські ігри у вигляді марсіанського різновиду шахів — джетана. Таким чином, щоб зробити хід фігурою, необхідна кривава сутичка. Головні герої стали рабами, та після численних пригод повертаються до Геліуму. Там з'ясовується, що Джор Кантос вважав Тару загиблою та одружився з іншою, після чого Тара набуває коханого та державну владу.

## Персонажі
- Принцеса Тара з Геліума — дочка Джона Картера та Деї Торіс, на початку роману — примхлива і розпещена дівчина, яка переживає глибоку внутрішню кризу у період мандрів по Марсу.
- Гахан — джед Гатола, єдиного на Барсумі міста, що збереглося з часів імперії ореварів. Побудований колись на острові у океані, Гатол славиться діамантовими шахтами і безперервно воює задля рабів, необхідних для видобутку діамантів. Вільні мешканці Гатолу — пастухи, які ведуть напівкочовий спосіб життя на дні висохлого океану.
- Чек (у Барроуза Ghek) — калдан, здатний відчувати емоції.

## Країни
- Бантум — домівка калданів — негуманоїдних марсіан. Калдани являють собою різновид розумних павукоподібних, керованих Луудом — гігантським мозком та одночасно маткою. Кінцева мета раси калданів — запасти величезну кількість їжі, води та повітря, щоб після остаточної смерті Марсу злитися у гігантський надмозок, зайнятий постійним спогляданням. Самостійно працювати вони не здатні, і захоплюють рабів, яких позбавляють голів, перетворюючи їх на рікорів.
- Манатор — ізольоване місто-держава червоних марсіан, чиєю королевою була Гайя з Гатолу — бабка Гахана. Рівень технології у цьому місті вкрай низький, зате збереглися варварські звичаї давнини — джетан з живими людьми та звичай бальзамування покійних правителів.

## Проблематика
У романі «Марсіанські шахи» Барроуз пародіює ідеї фантастики його часу про виведення надпотужного розуму, укладеного в одному лише мозку. Надінтелектуальні калдани абсолютно безпорадні фізично, а осідлавши рікора, все одно залишаються вкрай незграбними. Тара з Геліума приходить до висновку, що лише люди здатні дотримуватися балансу між інтелектуальною та емоційною сторонами життя.

## Інше
- Ідея марсіанських шахів була створена Барроузом у помсту Джону Шеа, який завжди вигравав у нього у шахи.[2] Ім'я Шеа згадується у першому абзаці роману.

- Є кілька відеоігрових реалізацій марсіанських шахів (ERB Jetan [Архівовано 2 січня 2019 у Wayback Machine.], Jetan [Архівовано 8 травня 2017 у Wayback Machine.]) на основі ігрового рушія Zillions of Games.